# Fukuisaurus
Fukuisaurus ("Fukui-ödla") var en dinosaurie från äldre krita. Den var en ornithopod som levde i det som idag är Japan. Kvarlevor efter Fukuisaurus (フクイサウルス) hittades år 1990 i Katsuyama, Fukui prefektur. Typarten, Fukuisaurus tetoriensis, beskrevs inte förrän år 2003 av Kobayashi och Azuma.
Fynden är ungefär 130 till 112 miljoner år gamla. Exemplaren var antagligen växtätare som levde på marken. De hade uppskattningsvis en längd av 4,5 meter och en vikt av 400 kg. Fossilen utgörs främst av delar av några kranier.